# Gens Arruntia
Die gens Arruntia war eine plebejische Familie (gens) im antiken Rom. Sie kam in der späten Römischen Republik zu politischer Bedeutung und stellte unter Augustus erstmals einen Konsul. Möglicherweise erreichte sie zu dieser Zeit das Patriziat.
Das Gentilnomen Arruntius – etruskisch arntni(?); in Inschriften auch Arentius – leitet sich vom etruskischen Praenomen „Arruns“ ab, das von einem Vorfahren der Familie geführt worden sein muss. In der Familie waren vor allem die Praenomen Lucius und Marcus verbreitet.

## Familienzweige
Ronald Syme identifizierte drei Zweige der Familie:
1. Ein Zweig, der mit Admiral Lucius Arruntius begann und mit Arruntius Camillus Scribonianus endete.
2. Ein Zweig aus Patavium.
3. Ein Zweig aus Lykien, der von einem Arruntius abstammte, welcher sich dort in der frühen Kaiserzeit niederließ.

## Bekannte Familienmitglieder
- Gaius Arruntius, Volkstribun und Proprätor, um die Zeitenwende
- Gaius Arruntius Catellius Celer, römischer Senator und Konsul (77)
- Lucius Arruntius (Konsul 22 v. Chr.), römischer Konsul
- Lucius Arruntius (Konsul 6), römischer Konsul
- Lucius Arruntius (Suffektkonsul), römischer Suffektkonsul
- Lucius Arruntius Camillus Scribonianus († 42?), römischer Konsul 32
- Lucius Arruntius Stella, römischer Suffektkonsul um 101/102
- Marcus Arruntius Aquila (Konsul 66), römischer Suffektkonsul
- Marcus Arruntius Aquila (Konsul 77), römischer Suffektkonsul
- Marcus Arruntius Aquila Iulianus, römischer Konsul 38
- Marcus Arruntius Frugi, römischer Offizier, 2. Jahrhundert
- Quintus Arruntius Justus, römischer Senator, frühes 2. Jahrhundert